# Париж — Рубе U23 2024
54-й выпуск  Париж — Рубе U23 — шоссейной однодневной велогонки по дорогам Франции. Гонка прошла 7 апреля 2024 года в рамках Европейского тура UCI 2024 (категория 1.2U). Победу одержал немецкий велогонщик Тим Торн Тойтенберг.

## Участники
На участие в гонке заявлено 22 команды, в том числе 18 континентальных.
| UCI Continental Teams (18)- Hagens Berman Jayco - Lotto Kern-Haus PSD Bank - Tudor Pro Cycling Team U23 - Trinity Racing - Uno-X Mobility Development Team - Bingoal WB Devo Team - Lidl-Trek Future Racing - Arkéa-B&B Hôtels Continentale - Development Team dsm-firmenich PostNL - Team Visma \| Lease a Bike Development - CIC U Nantes Atlantique - Équipe continentale Groupama-FDJ - Wanty-Re Uz-Technord - Alpecin-Deceuninck Development Team - Airtox-Carl Ras - Lotto Dstny Development Team - Soudal Quick-Step Devo Team - Decathlon AG2R La Mondiale Development Team Национальная сборная- Словения U23 Любительские, клубные или региональные команды (3)- SCO Dijon - Vendée U Pays de la Loire - Comité Hauts-de-France |
| |

## Маршрут
Гонка 1.2U начнется в Ле Като Камбрези. Трасса имеет 24 брусчатых сектора общей протяженностью 42,7 км. Гонка не пройдёт по участку Уоллерс — Аремберг, что будет единственным отличием от маршрута профессионалов. Финиш состоится, как и каждый год, на велодроме Рубе после 163,6 км дистанции.

## Ход гонки
Из группы прибывших на велодром Рубе в финишном спринте стал Тим Торн Тойтенберг, опередив британца Роберта Дональдсона  и бельгийца Робина Оринса.

## Результаты
| \| Генеральная классификация \| Генеральная классификация \| Генеральная классификация \| Генеральная классификация \| Генеральная классификация \| \| Гонщик \| Гонщик \| Команда \| Время \| \| \| ------------------------- \| ------------------------- \| ---------------------------- \| ------------------------- \| ------------------------- \| \| 1-й \| Тим Торн Тойтенберг \| Lidl-Trek Future Racing \| 3ч 48' 29 \| \| \| 2-й \| Robert Donaldson \| Trinity Racing \| + 0 \| \| \| 3-й \| Robin Orins \| Lotto Dstny Development Team \| + 0 \| \| |                     |                              |           |
| |                     |                              |           |
| Источник: ProCyclingStats |                     |                              |           |
| Генеральная классификация |                     |                              |           |
| Гонщик | Гонщик              | Команда                      | Время     |
| 1-й | Тим Торн Тойтенберг | Lidl-Trek Future Racing      | 3ч 48' 29 |
| 2-й | Robert Donaldson    | Trinity Racing               | + 0       |
| 3-й | Robin Orins         | Lotto Dstny Development Team | + 0       |